# 정구영 (교육인)
정구영(鄭求英, 1949년 1월 23일~)은 전직 서울여자대학교 총장 등을 지낸, 대한민국의 대학 교수 겸 저술가 및 교육인이며, 과거 이단적인 《만민중앙교회》의 목사였으나 2016년 6월 사임, 2020년 6월 은퇴한 이후 현재 모든 일체의 활동을 중단했다.

## 학력
- 서울여대 식품영양학과 학사
- 고려대학교 대학원 식품공학과 공학 석사
- 미국 웨스턴복음신학대학교 대학원 기독교교육학과 신학 석사
- 서울대학교 대학원 식품공학과 공학 박사[1]

## 경력

### 과거
- 숙명여대 객원교수
- 이화여대 객원교수
- 미국 포클랜드 주립 대학교 방문교수
- 서울여대 총장
- 서울여대 명예교수(2014년 2월 이후)
- 호서대 객원교수(2014년 2월~2014년 8월)
- 침신대 초빙교수(2014년 8월~2015년 2월)
- 성결대 초빙교수(2015년 2월~2015년 8월)
- 동덕여대 석좌교수(2015년 8월 이후)
- 만민중앙교회 부목사(2015년 11월~2016년 6월)
- 예수교연합성결회 부회장(2015년 12월~2016년 6월)

## 저서
- 《공짜는 없다》(1995, 홍성사)
- 《절대로 농담이 아닙니다》(2002, 우림)